# پادره اورتادو
پادره اورتادو (به اسپانیایی: Padre Hurtado) یک شهرستان در شیلی است که در استان تالاگانته واقع شده‌است. پادره اورتادو ۸۰٫۸ کیلومتر مربع مساحت و ۳۸٬۷۶۸ نفر جمعیت دارد و ۴۱۹ متر بالاتر از سطح دریا واقع شده‌است.